# Aleksandr Alekseevich Borovkov
Aleksandr Alekseevich Borovkov (en ruso, Александр Алексеевич Боровков, tr.: Aleksandr Alekseevich Borovkov; 6 de marzo de 1931) es un científico matemático ruso

## Biografía
Nació el 6 de marzo de 1931 en Moscú, URSS (actual Federación de Rusia), estudió Matemáticas en la Facultad de Mecánica y Matemáticas de la Universidad Estatal de Moscú, donde se graduó en 1954, y en 1963 se convirtió en Doctor en Ciencias Físicas y Matemáticas.
Es editor en jefe de la revista «Математические труды» (edición en inglés: «Siberian Advances in Mathematics»), publicado por el Instituto de Matemáticas de la SB RAS.
Desde 1966, es miembro de la Academia de Ciencias de la URSS. En 1979 recibió el Premio Estatal de la Unión Soviética

## Premios
- Orden al Mérito por la Patria
- Orden de la Amistad de los Pueblos
- Premio Estatal de la Unión Soviética
- Orden de la Insignia de Honor